# Annino
Annino (in russo:Аннино) è una stazione della metropolitana di Mosca situata sulla Linea Serpuchovsko-Timirjazevskaja, la linea 9 della Metropolitana di Mosca; è stata inaugurata il 12 dicembre 2001.